# Palmira (Panama, Chiriquí)
Pour les articles homonymes, voir Palmira.
Palmira est un corregimiento situé dans le district de Boquete, province de Chiriquí, au Panama. En 2010, la localité comptait 1 776 habitants.